# Konobougou
Konobougou est une localité et une commune rurale du Mali, chef-lieu d'arrondissement  dans le cercle de Barouéli et la région de Ségou.

## Géographie
La localité de Konobougou est située sur la route nationale RN 6 (axe Bamako-Ségou) à 20 km au sud du chef-lieu de cercle Barouéli. 
|                  | Barouéli   |         |
| Kalaké           | Konobougou | Sanando |
| Guégnéka, Kéréla | Nangola    | Gouendo |

## Villages
La commune s'étend sur 44 localités relevées lors du recensement général de 2009. 
Les villages les plus peuplés sont :
- Konobougou (8 731 habitants) ;
- Wontobougou (2 062 habitants) ;
- Kodougouni (1 598 habitants).